# 6597 Kreil
A 6597 Kreil (ideiglenes jelöléssel 1988 AF1) a Naprendszer kisbolygóövében található aszteroida. Antonín Mrkos fedezte fel 1988. január 9-én.